# Feldlerche
Die Feldlerche (Alauda arvensis) ist eine Vogelart aus der Familie der Lerchen (Alaudidae). Diese mittelgroße Lerchenart besiedelt fast die gesamte Paläarktis von Irland und Portugal bis Kamtschatka und Japan. Sie bewohnt nicht zu feuchte, weiträumige Offenflächen aller Art mit niedriger und gerne lückenhafter Vegetation und ist in Mitteleuropa weitgehend an landwirtschaftlich genutzte Flächen gebunden. Die Art ist je nach geografischer Verbreitung Standvogel bis Kurzstreckenzieher. Die Feldlerche ist in Europa ein sehr häufiger Brutvogel und gilt trotz teilweise deutlicher Bestandsrückgänge in Teilen des Verbreitungsgebietes weltweit als ungefährdet.
In den Jahren 1998 und 2019 wurde die Feldlerche in Deutschland zum „Vogel des Jahres“ gekürt.

## Beschreibung

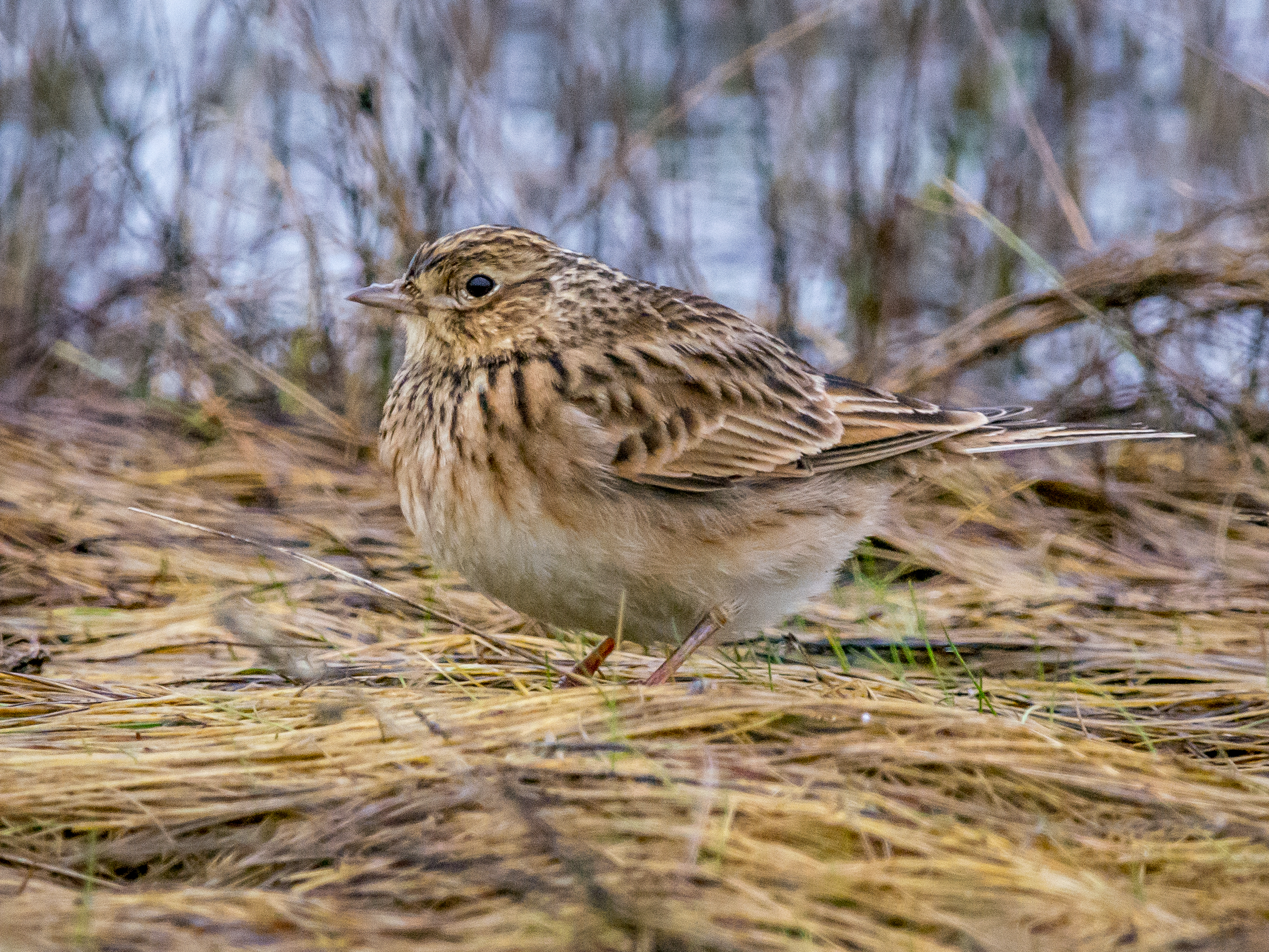
Eine Feldlerche am Boden; gut erkennbar sind die gestreifte Brust und der weiße Bauch

Feldlerchen sind mittelgroße, schlanke Lerchen mit recht langen Flügeln, einer beim Männchen aufstellbaren leichten Haube, kräftigem Schnabel, relativ langem Schwanz und langer Hinterkralle (Hinterzehennagel), dem sogenannten Lerchensporn. Die Körperlänge des Vogels beträgt 16 bis 18 cm bei einem Gewicht von 30 bis 45 g. Die Grundfarbe der Oberseite ist beige bis rötlichbraun. Oberkopf und Rücken einschließlich Bürzel sind auf diesem Grund fein schwarzbraun längsgestreift und gestrichelt. Die obere Brust und die Flanken sind auf gelblich weißem oder hell bräunlichem Grund deutlich dunkel längsgestreift und gestrichelt, der übrige Bauch und die Flanken sind weiß.
Die Flügelspannweite reicht von 30 bis 35 cm. Die Schwingen sind dunkel graubraun, die inneren Handschwingen und die Armschwingen haben eine schmale weißliche Endbinde. Der Schwanz ist graubraun, bei der von innen nach außen gezählt fünften Steuerfeder ist die Außenfahne schmal weißlich gesäumt, bei der äußersten (sechsten) Steuerfeder ist die Außenfahne fast vollständig weißlich und auch die Innenfahne auf der distalen Hälfte überwiegend weißlich.
Der gelblich weiße, kräftige Überaugenstreif endet an der Hinterkante der Ohrdecken. Diese sind kräftig rotbraun und hell umgrenzt. Der Bartstreif ist breit weiß, der schwach ausgebildete Kinnstreif ist dunkel graubraun, die Kehle weiß.
Die Beine sind hellbraun. Der Schnabel ist hornfarben, der Unterschnabel ist an der Basis aufgehellt. Die Iris ist bei adulten Feldlerchen dunkelbraun, im Jugendkleid hellbraun.

## Lautäußerungen

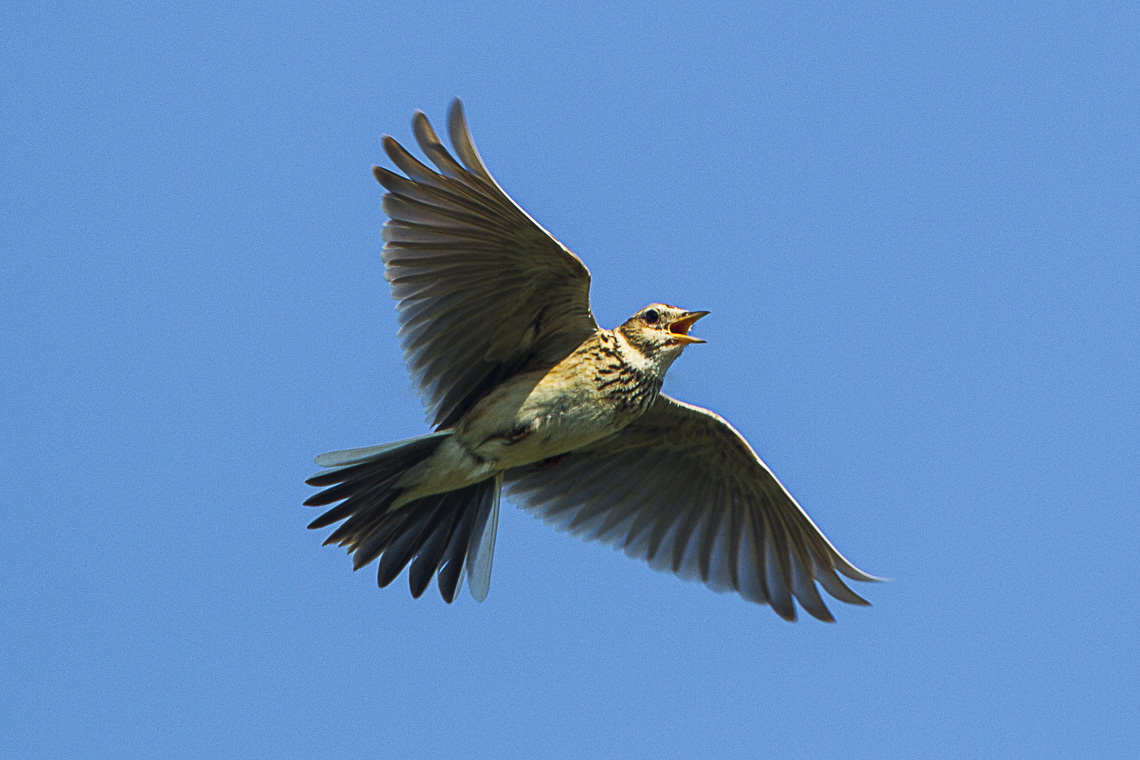
Singflug der Feldlerche

Der Vogelgesang wird von den Männchen überwiegend im Singflug vorgetragen; seltener und dann kürzer vom Boden aus. Er ist lang und über 3 bis 15 Minuten anhaltend und besteht aus einer schnellen, ununterbrochenen Folge von abwechselnd und zum Teil rhythmisch wiederholten rollenden, trillernden oder zirpenden Tönen, in die gelegentlich Imitationen (z. B. von Turmfalken) eingeflochten werden. Mit solchen Singflügen, die für Brüter in offenem Gelände charakteristisch sind und der Markierung des Reviers dienen, ersetzt das Männchen die in dieser Landschaft fehlenden Singwarten. Die Männchen singen ab Ende Januar bis Mitte oder Ende Juli von der Morgendämmerung bis zum Abend. Weibchen singen ebenfalls, jedoch leiser als die Männchen und am Boden sitzend.

## Verbreitung und Lebensraum

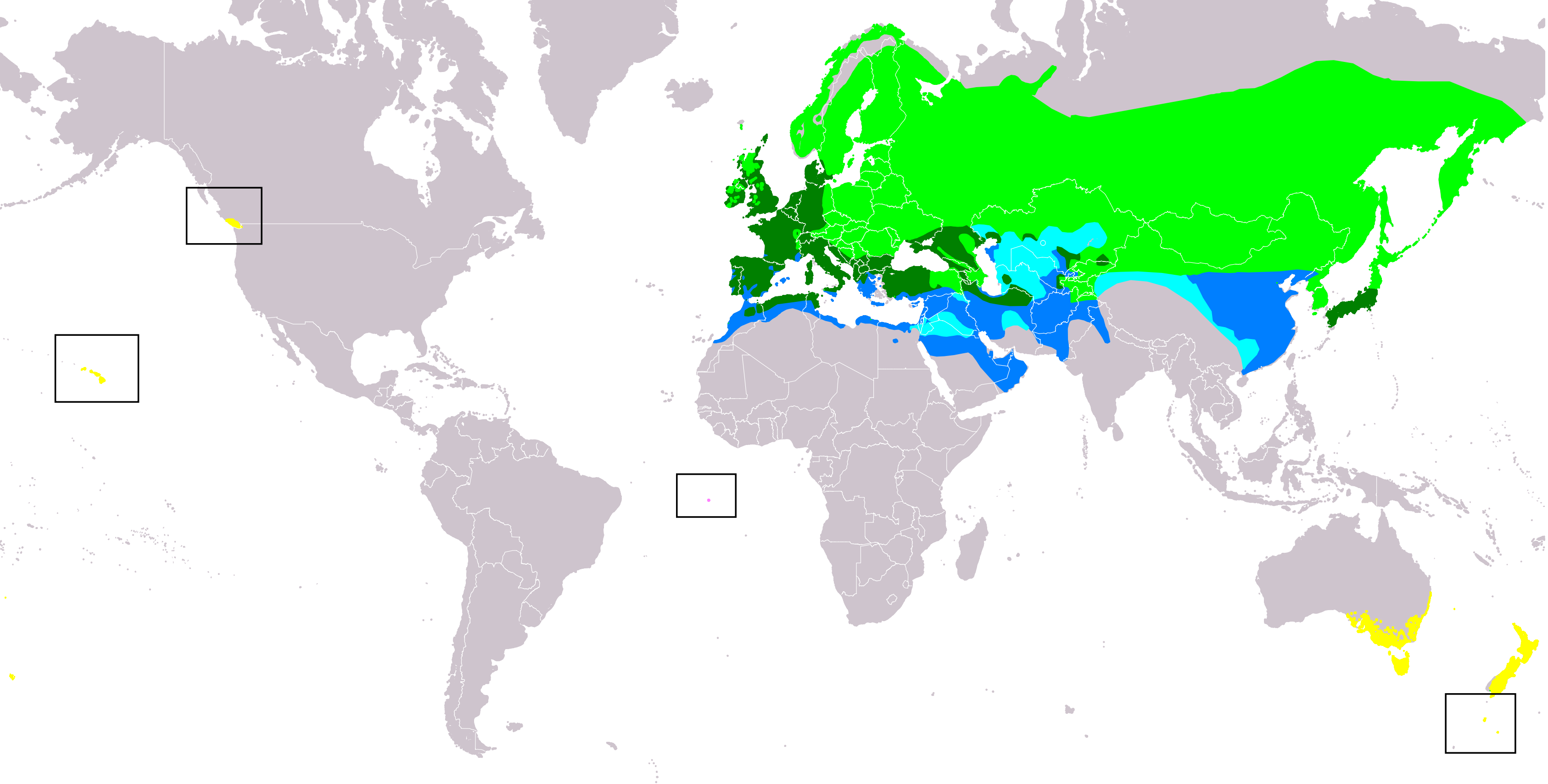
Verbreitung der Feldlerche:
Brutgebiete
Ganzjähriges Vorkommen
Migration
Überwinterungsgebiete
Einführungsgebiete
Population wahrscheinlich erloschen & eingeführt

Die Feldlerche besiedelt fast die gesamte Paläarktis. Das Verbreitungsgebiet reicht in West-Ost-Richtung von Irland und Portugal bis Kamtschatka und Japan. In Nord-Süd-Richtung reicht das Areal von der Nordspitze Norwegens bis Nordafrika, bis zur Südspitze Italiens einschließlich Sizilien und bis in den Norden Griechenlands; weiter östlich von 68–69° N bis in den Südosten der Türkei, mit isolierten Vorkommen bis in die Gebirge Zentralasiens und den Tian Shan, in die Mongolei und bis Nordkorea.
Sie bewohnt nicht zu feuchte, weiträumige Offenflächen mit niedriger und gerne lückenhafter Vegetation aus Gräsern und Kräutern. In Mitteleuropa ist sie weitgehend an landwirtschaftlich genutzte Flächen gebunden, die Hauptbruthabitate sind gedüngte Wiesen, Weiden und Äcker.

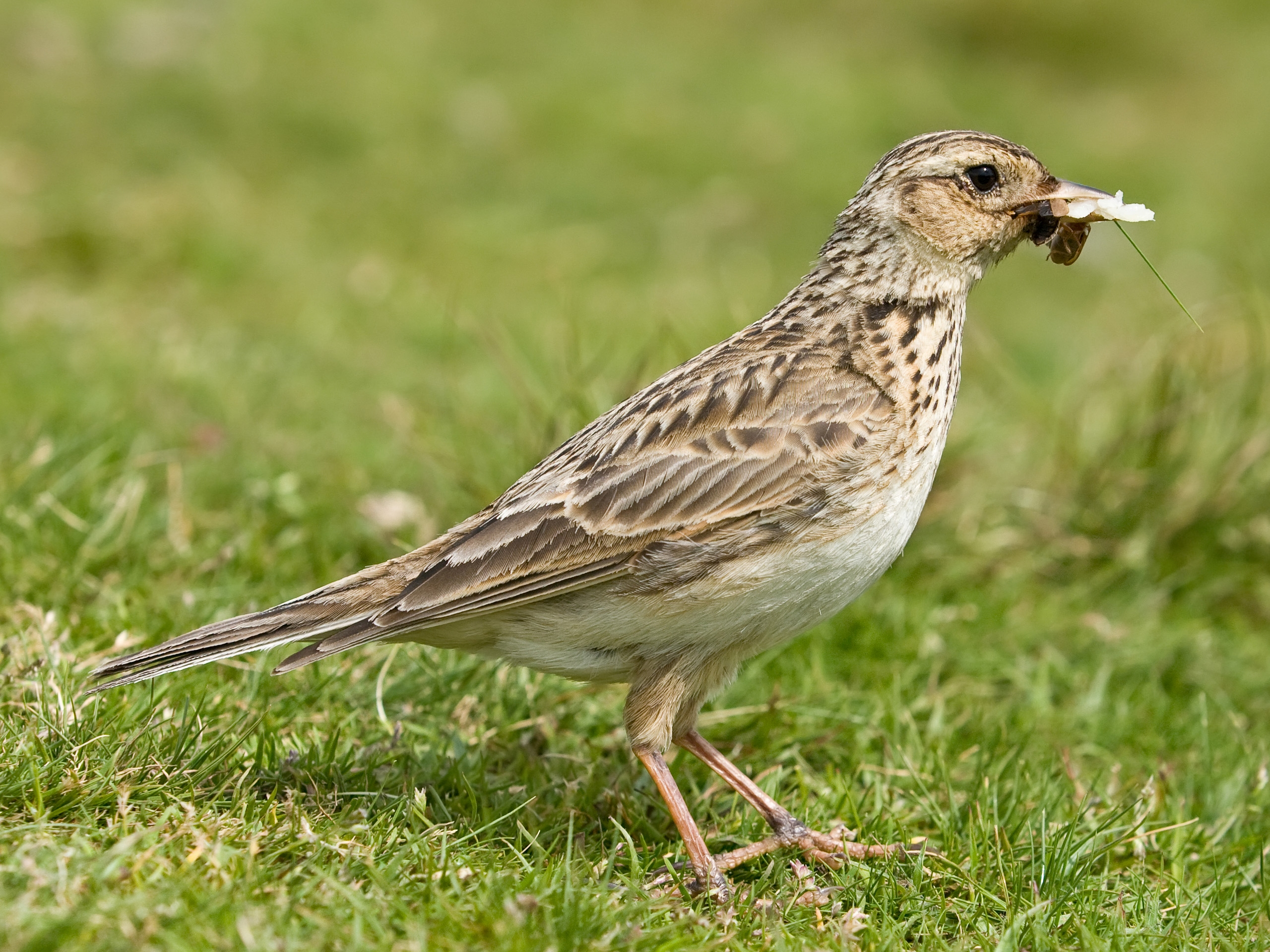
Eine Feldlerche mit Beute in ihrem Schnabel

## Eingeführte Populationen
Im 19. Jahrhundert wurden in Neuseeland mehrere Gruppen von Feldlerchen ausgesetzt. Die Population nahm rasch zu und hatte sich bis in die 1920er Jahre sowohl auf der Nord- als auch auf der Südinsel ausgebreitet.
In Australien wurde die Feldlerche ab 1850 mehrfach eingeführt und ist heute im Südosten des Kontinents weit verbreitet. In New South Wales kommt sie hauptsächlich südlich von 33°S vor. Sie ist in Victoria und Tasmanien weit verbreitet und kommt auch in der südöstlichen Ecke Südaustraliens um Adelaide vor.
Die Feldlerche wurde ab 1865 auf den südöstlichen Hawaii-Inseln eingeführt. Obwohl sie früher weit verbreitet war, ist ihr Vorkommen auf Oahu zurückgegangen und wird auf Kauai nicht mehr gefunden. In einer 1986 veröffentlichten Studie wurde festgestellt, dass die europäische Feldlerche nur noch auf den Inseln Hawaii und Maui vorkommt, und es wurde eine Gesamtpopulation von 10.000 Individuen geschätzt.
Die Feldlerche wurde 1903 auf Vancouver Island vor der Westküste Kanadas eingeführt; weitere Vögel kamen 1913 hinzu. Die Population wuchs und umfasste 1962 etwa 1000 Individuen. In der Folgezeit ging der Bestand aufgrund von Lebensraumverlusten zurück und 2007 gab es schätzungsweise nur noch etwa 100 Individuen, die sich auf vier kleine Gebiete auf der Saanich-Halbinsel verteilten.

## Ernährung
Die Nahrung besteht sowohl aus tierischen als auch aus pflanzlichen Bestandteilen. Im Sommer werden vor allem Insekten gefressen, aber auch andere Wirbellose wie Spinnen, kleine Schnecken und Regenwürmer. Im Winter ernähren sich Feldlerchen überwiegend pflanzlich von Samen, Keimlingen, frisch austreibenden Gräsern und kleinen Blättern.

## Fortpflanzung

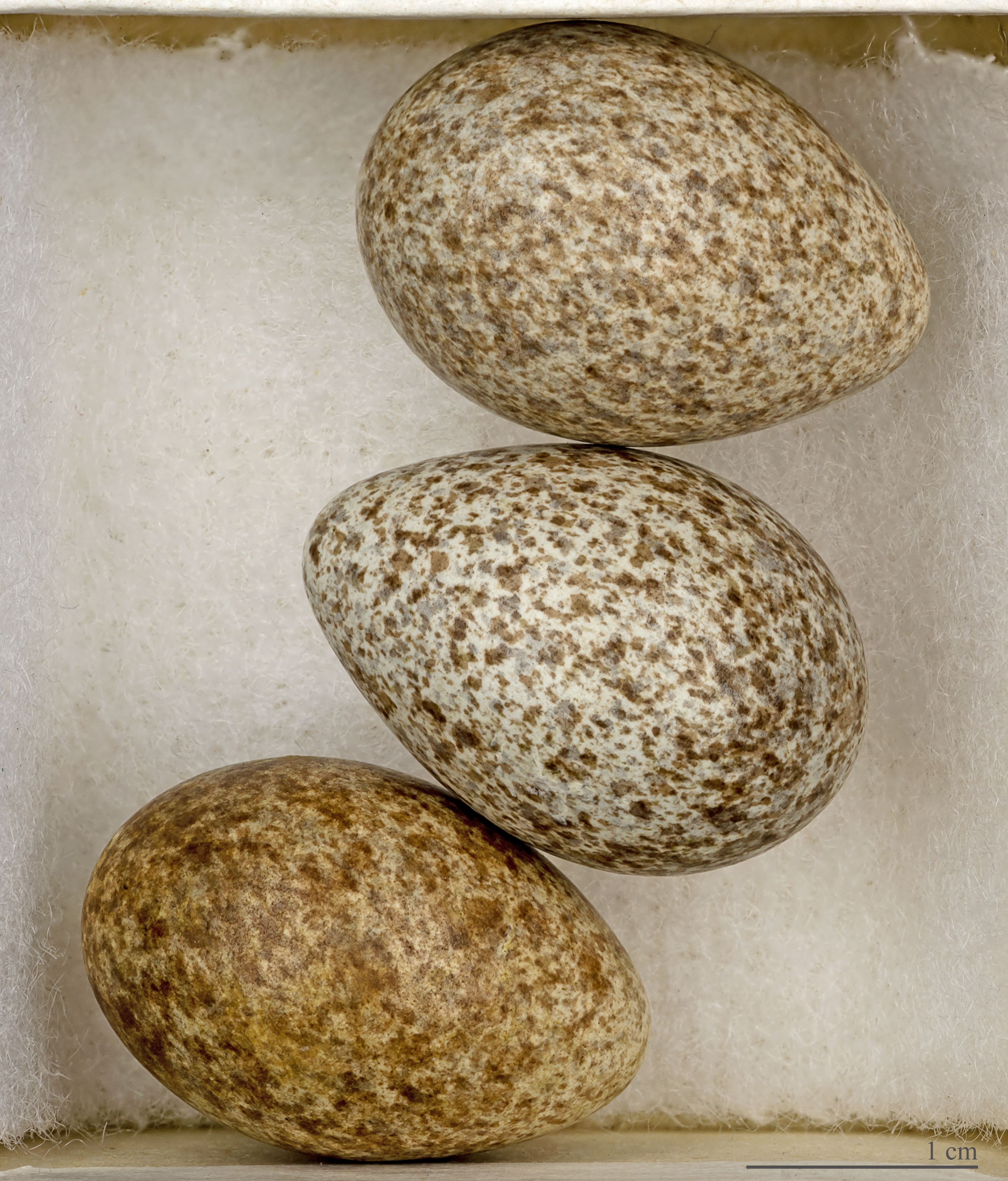
Eier einer Feldlerche

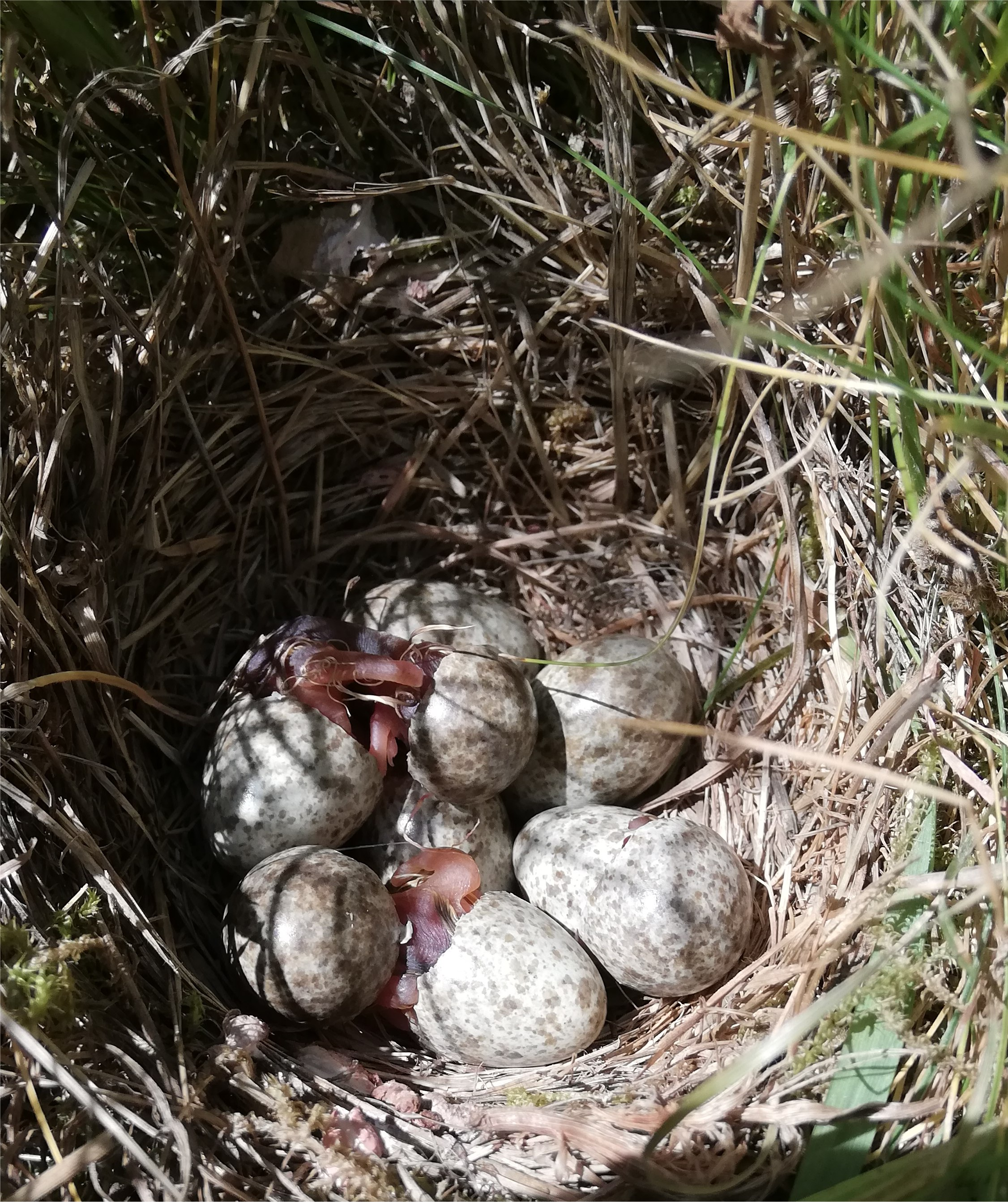
Nest mit schlüpfenden Feldlerchen

Das Nest wird am Boden versteckt angelegt, bevorzugt in Bereichen mit einer 15 bis 25 cm hohen Vegetation und einer Bodenbedeckung von 20 bis 50 %. Es besteht aus einer selbstgescharrten, bis 7 cm tiefen Mulde, die mit feinem pflanzlichen Material ausgekleidet wird. Die Eiablage erfolgt in Mitteleuropa frühestens Mitte oder Ende März, meist aber erst ab Mitte April. Zweitbruten sind in Mitteleuropa häufig, selten wurden Drittbruten nachgewiesen. Die letzten Gelege werden Mitte Juli bis Anfang August begonnen. Das Gelege besteht aus 2 bis 6 Eiern, die auf weißlichem bis hell bräunlichem Grund dicht grau bis bräunlich gefleckt sind. Die Brutzeit dauert 11 bis 12 Tage. Die Bebrütung erfolgt ausschließlich durch das Weibchen, auch die Nestlinge werden bis zum Alter von 5 Tagen nur vom Weibchen gehudert, danach aber von beiden Eltern gefüttert. Die Jungvögel verlassen mit 7 bis 11 Tagen das Nest und können nach 15 bis 20 Tagen schon kurze Strecken fliegen, nach 30 Tagen sind sie selbständig. Die Geschlechtsreife wird im ersten Lebensjahr erreicht.

## Verhalten und Flug
Während der Brutzeit lebt die Feldlerche paarweise. Das Männchen verteidigt das Revier mit seinem Gesang gegen Artgenossen. Nach der Brutzeit bilden die Vögel oft große Schwärme, um in wärmere Regionen auszuweichen. Der Flug der Feldlerche ist sehr spezifisch. Der Vogel klettert sprichwörtlich an seinem Lied empor. Dabei steigt er unentwegt trillernd im Spiralflug in Höhen zwischen 50 und 100 Meter, verharrt lange Zeit in der Luft und fliegt dann plötzlich wieder herab, das letzte Stück mit angelegten Flügeln. Seinen Gesang unterbricht er dabei nicht. Kurz über dem Boden entfaltet er seine Flügel und fängt den Sturzflug ab.

## Wanderungen
Die Art ist je nach geografischer Verbreitung Standvogel bis Kurzstreckenzieher. Die Feldlerchen nördlich und östlich der 0-°C-Januar-Isotherme ziehen im Herbst nach Südwesteuropa, in den Mittelmeerraum, nach Afrika bis an den Nordrand der Sahara und nach Vorderasien. Südlich und westlich dieser Isotherme verstreichen die Tiere oder machen nur sehr kurze Wanderungen. In Gebieten ohne länger liegende Schneedecke, wie in Großbritannien und Irland sowie in Westeuropa, bleiben die Tiere ganzjährig. Der Wegzug skandinavischer Vögel beginnt Mitte September und erreicht Mitte Oktober seinen Höhepunkt. Der Heimzug beginnt Ende Januar bis Mitte Februar, gipfelt im März und endet Anfang Mai. In Mitteleuropa werden die Brutgebiete je nach Witterung meist Mitte Februar bis Anfang März besetzt, bei Kälteeinbrüchen kommt es zu Umkehrzügen.

## Bestand und Gefährdung
Die Feldlerche ist der häufigste Offenlandvogel Mitteleuropas. Gesicherte Angaben zum Weltbestand gibt es nicht, die IUCN gibt als grobe Schätzung allein für den europäischen Bestand 40 bis 80 Mio. Brutpaare an. Der Bestand in Deutschland wurde für 2008 auf 2,1 bis 3,2 Mio. Paare geschätzt, die Art war damit die neunthäufigste Brutvogelart.
Vor allem die starke Intensivierung der Landwirtschaft führte in Europa seit den 1970er Jahren zu starken Bestandsrückgängen, sodass die Bestände in Deutschland teils dramatisch um 50 bis 90 Prozent zurückgingen. Weitere Gefährdungsursachen sind die Versiegelung der Landschaft und direkte Bejagung wie etwa in Südwestfrankreich. In Deutschland hat der Bestand zwischen 1980 und 2005 um etwa 30 Prozent abgenommen; die Feldlerche steht hier in der Roten Liste in Kategorie 3 („gefährdet“). Weltweit ist die Art laut IUCN jedoch ungefährdet.
Als Gründe des Bestandrückgangs wurden in Deutschland, neben dem Verlust von Lebensräumen durch Überbauung für Verkehr, Siedlungen und Gewerbe, hauptsächlich die anhaltende Intensivierung der Landbewirtschaftung ausgemacht. Es kam in den letzten Jahrzehnten zur Beseitigung von Rainen und Brachen. Die Bewirtschaftungsschläge wurden immer mehr vergrößert. Es kam zur Einengung der Fruchtfolge mit verstärktem Einsatz von Pflanzenschutz- und Düngemitteln. Ungünstig ist auch der verstärkte Anbau von Mais, beispielsweise zur Nutzung als Energiepflanze, in dem Feldlerchen nicht brüten.

## Artenhilfsmaßnahmen

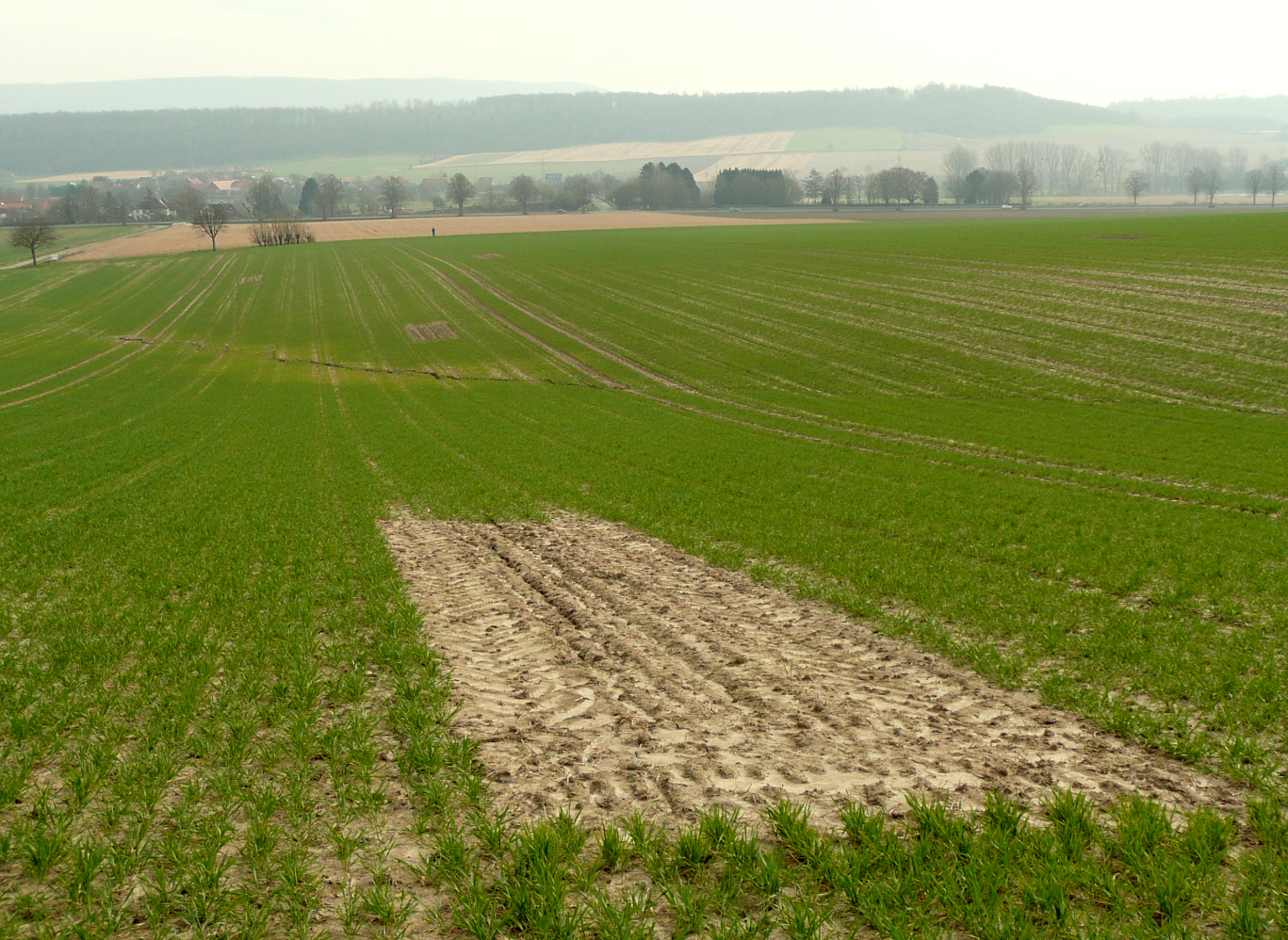
Lerchenfenster in einem Feld bei Hameln (2024)

Eine Maßnahme zum Schutz der Lerchen ist die Anlage von Lerchenfenstern. Dabei werden nach einer in England entwickelten Methode kurze Streifen auf den Feldern bei der Aussaat von Raps oder Wintergetreide ausgelassen. Die Lerchen können dann dort oder im Umfeld ihre Nester anlegen und werden nicht vom aufwachsenden Getreide bei An- und Abflug behindert. Daher sind zwei bis drei Bruten pro Jahr in diesen Streifen möglich. Von der Maßnahme profitieren auch andere Bodenbrüter.
In der Hellwegbörde zeigten sich Erfolge bei geschaffenen Ackerbrachen, mit Luzerne begrünten Brachen und bei extensiv angebauten Sommergetreide und Winterweizen. Bei extensiv genutzten Sommergetreide und Winterweizen werden die Saatreihenabstände verdoppelt und es kommt zum Verzicht auf Pflanzenschutz- und Düngemittel.

## Lerchen als Lebensmittel
Bis zum Ende des 19. Jahrhunderts wurden Lerchen als Wildgeflügel vor allem im Leipziger Raum zu Tausenden gefangen, zum menschlichen Verzehr zubereitet und vermarktet.